# Бангкок Яй
Бангкок Яй (тайск. บางกอกใหญ่) — один из 50 районов (кхетов) Бангкока. Он граничит с районами Бангкок Ной, Пхранакхон, Тхонбури, Пхасичарен и Талингчан.

## История
Район назван в честь канала Кхлонг Бангкок Яй (คลองบางกอกใหญ่), который был частью реки Чаупхрая, пока канал, вырытый в 1522 году в период королевства Аюттхая не изменил речное русло так, что канал стал новым руслом, а участок старого русла стал современным каналом Кхлонг Банг Яй. Бангкок Яй, точнее его подрайон Ват Арун входил в состав Тхонбури, когда в 1767—1782 годах здесь располагалась столица королевства.
Район был впервые создан в 1915 году под названием Ампхе Хонгсарам (อำเภอหงสาราม), и в 1916 году переименован в Ампхе Бангкок Яй. В 1938 году район стал королевским ампхе в ампхе Бангйикхан, пока в 1958 году снова не стал самостоятельным ампхе. После административной реформы 1972 года получил статус одного из 50 кхетов.

## Администрация
Район делится на два подрайона (кхвэнг).
| 1. | Ват Арун     | วัดอรุณ   |
| 2. | Ват Тха Пхра | วัดท่าพระ |

## Достопримечательности

### Храмы

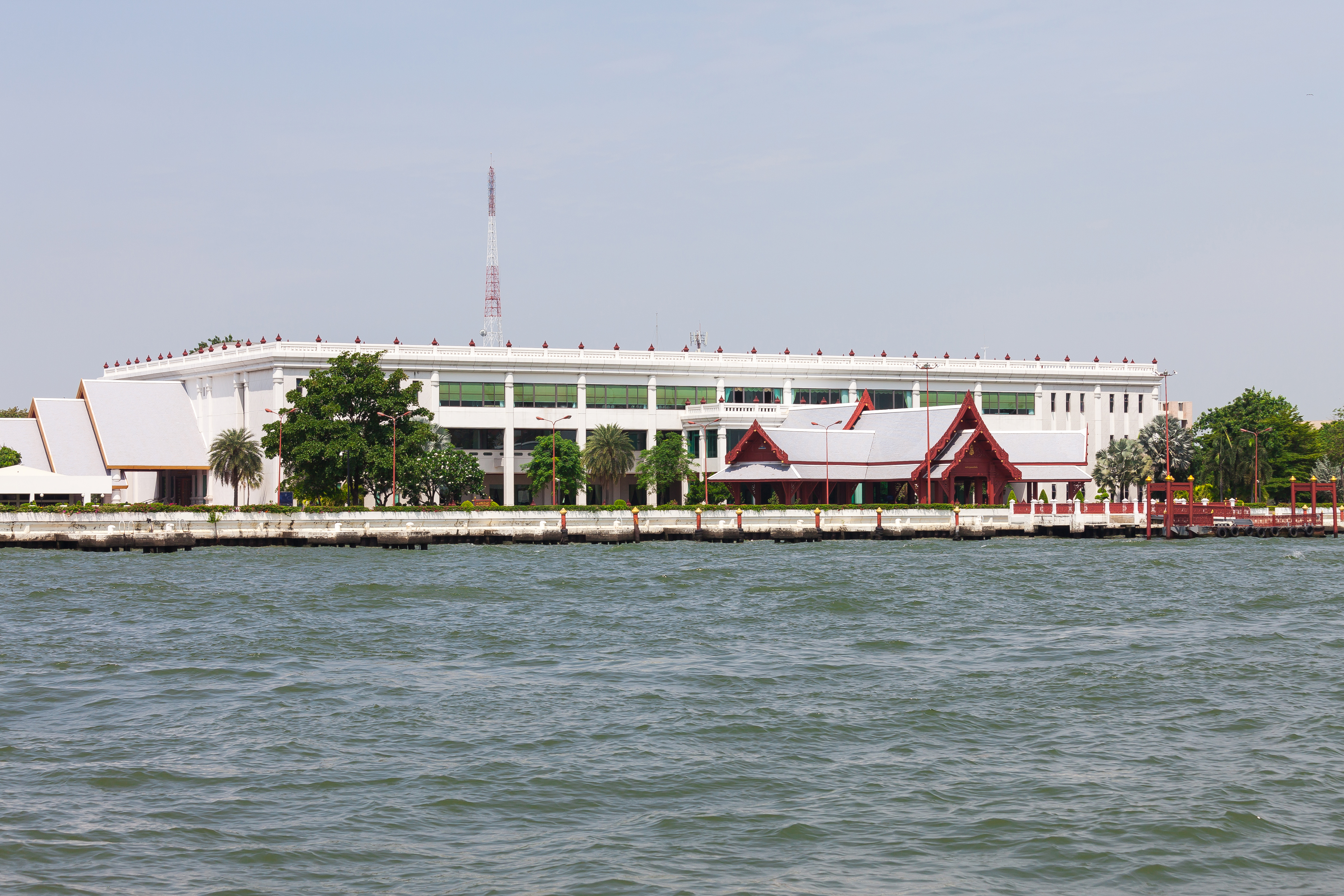
Royal Thai Navy Convention Center

Wichai Prasit Fort and Wat Arun

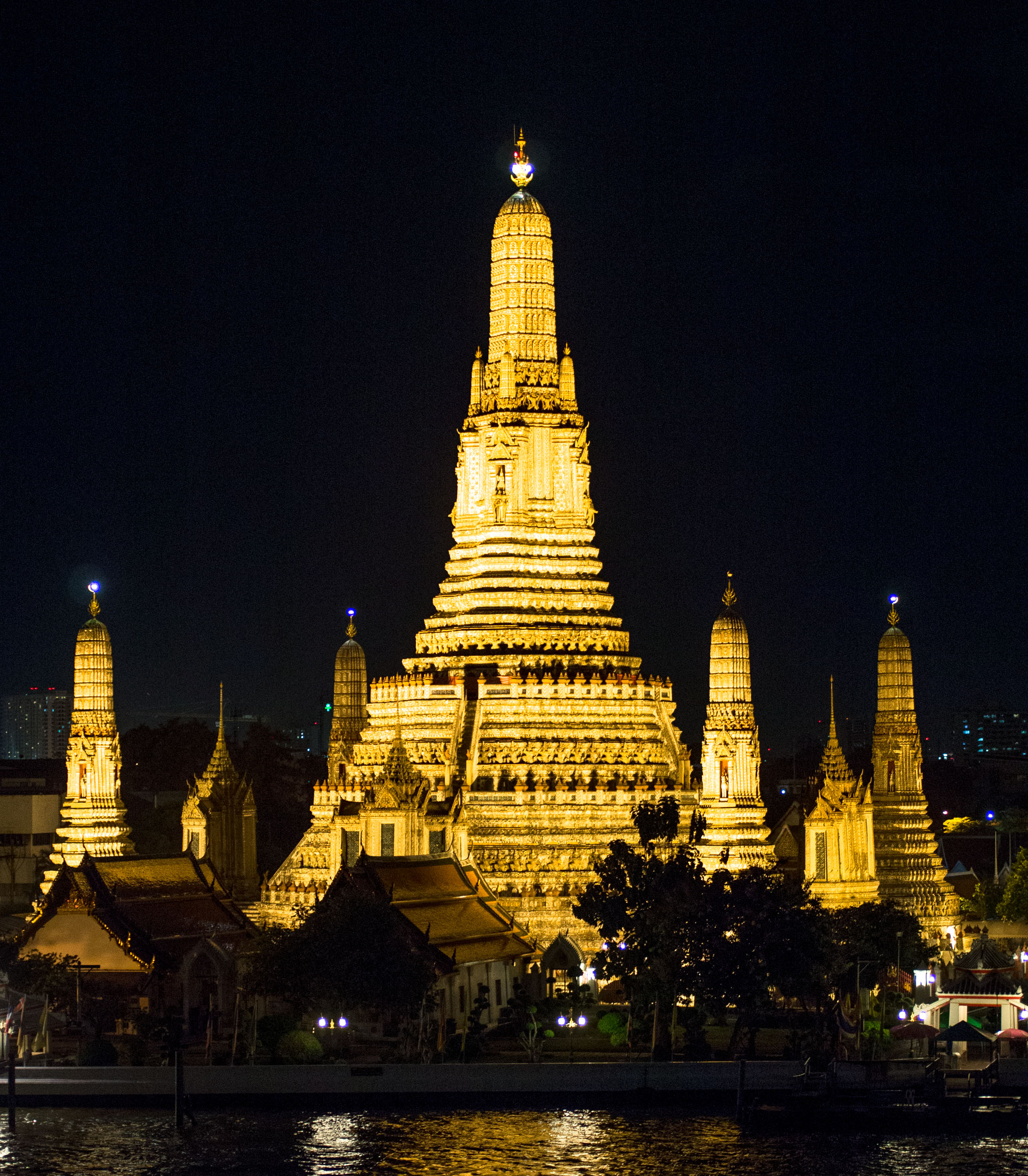
Prang of Wat Arun in night

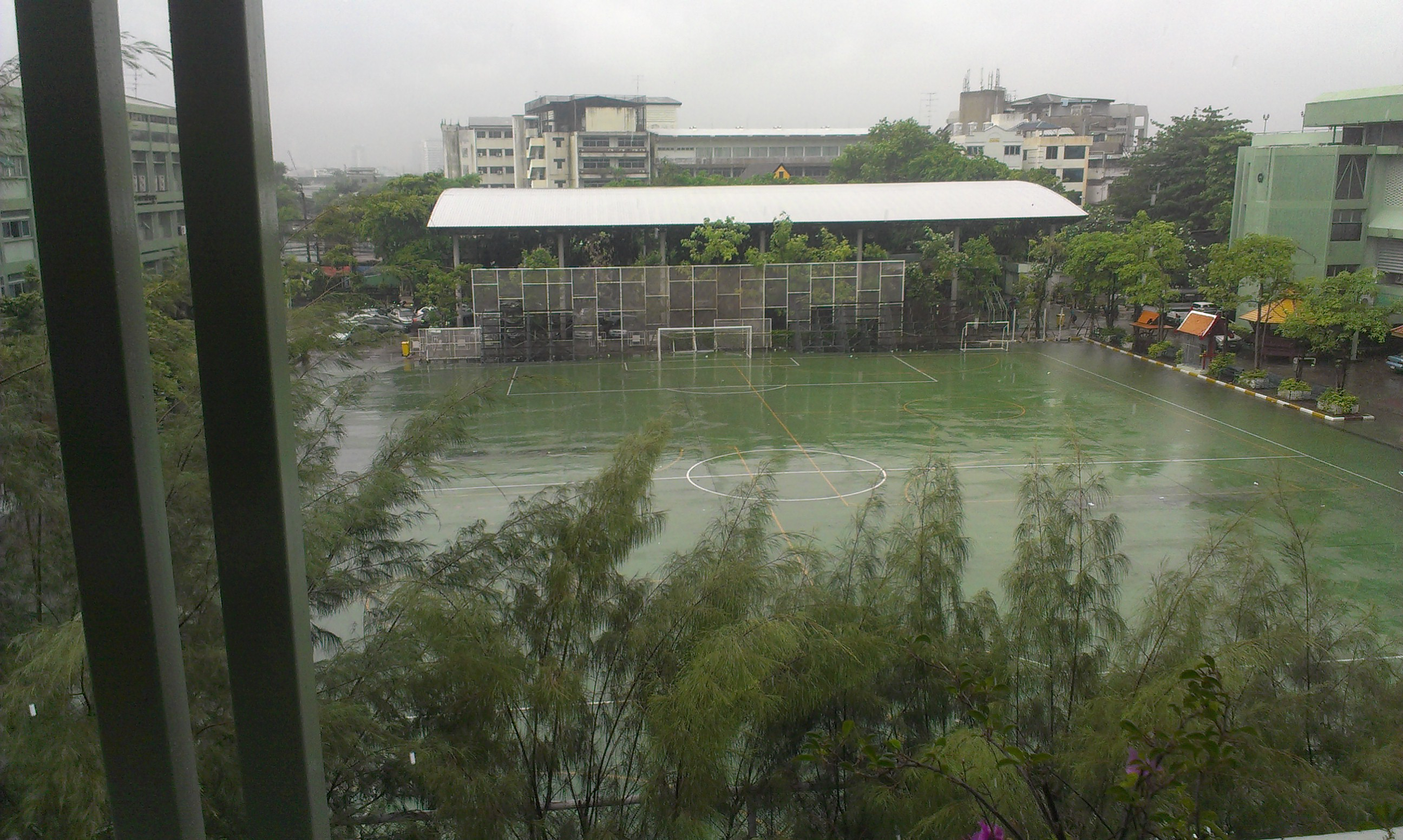
Taweethapisek School

- Ват Арун
- Ват Хонг Раттанарам
- Ват Кхрыа Ван
- Ват Молилоккаярам
- Ват Ратчаситтхарам
- Ват Наккланг
- Ват Тха Пхра
- Ват Чаомун
- Ват Дидуат
- Ват Прадучимпхли
- Ват Праду Най Сонгтхам
- Ват Сангкрачай
- Ват Май Пхирен

### Исторические места
- Дворец Ванг Дерм
- Форт Витчай Прасит

### Правительственные организации
- Конференц-центр Королевского военно-морского флота Таиланда
- Консульство Королевства Лесото
- Полицейский участок Бангкок Яй
- Полицейский участок Тха Пхра

## Транспорт
- Перекрёсток Тха Пхра
- Станция  MRT  Тха Пхра
- Станция  MRT  Итсарапхап
- Река Чаупхрая
- Канал Кхлонг Бангкок Яй
- Канал Кхлонг Мон

### Автодороги
- Шоссе Пхеткасем
- Улица Чарансанит Роуд
- Улица Итсарапхап Роуд
- Улица Ратчадапхисек Роуд